# Berty-Reaktor
Ein Berty-Reaktor ist ein von Jozsef M. Berty entwickelter chemischer Reaktor für kinetische Untersuchungen heterogenkatalytischer Reaktionen.

## Aufbau und Verwendung
Berty-Reaktoren sind gradientenfreie Reaktoren. Dabei zirkuliert Gas über ein stationäres Katalysatorbett unter Verwendung eines Schaufelgebläses. Der Reaktor hat ein niedriges Verhältnis von Gas- zu Katalysatorvolumen.
Der Reaktor kann für kinetische Untersuchungen bei hohen Temperaturen und Drücken eingesetzt werden. Durch die Variation der Gasgeschwindigkeit lassen sich Parameter wie der Bestimmung des geschwindigkeitsbestimmenden Schritts, die Katalysatoraktivität oder die Katalysatordeaktivierung untersuchen. Der Berty-Reaktor wird meist für die Untersuchung heterogenkatalysierter Gasreaktion, etwa der Ethen-Oxidation, eingesetzt.